# Donkey Kong Land
Donkey Kong Land (スーパードンキーコングGB, Sūpā Donkī Kongu Jībī) é um jogo de plataforma de 1995 desenvolvido pela Rare e publicado pela Nintendo para o Game Boy. Ele condensa a jogabilidade side-scrolling do jogo Donkey Kong Country (1994) do Super Nintendo Entertainment System (SNES) para o Game Boy portátil com diferentes estágios e lutas contra chefes. O jogador controla o gorila Donkey Kong e seu sobrinho Diddy Kong enquanto derrotam inimigos e coletam itens em 30 níveis para recuperar seu tesouro de bananas roubado pelo crocodilo King K. Rool.
O desenvolvimento começou em 1994, antes da conclusão Donkey Kong Country, e durou um ano. O programador de Game Boy da Rare, Paul Machacek, desenvolveu Land como um jogo original, e não como uma versão de Country, depois de convencer o cofundador da Rare, Tim Stamper, de que seria um melhor uso dos recursos. Assim como Country, Land apresenta gráficos pré-renderizados convertidos em sprites através de uma técnica de compressão. A Rare reformulou a jogabilidade do Country para dar conta da exibição de qualidade inferior, e David Wise e Graeme Norgate converteram a trilha sonora para o chip de som do Game Boy.
Donkey Kong Land foi lançado em meados de 1995. Vendeu quatro milhões de cópias e recebeu críticas positivas. Os críticos elogiaram-no por "traduzir" com sucesso Country para o Game Boy, embora discordassem sobre se era uma experiência igual. Land foi seguido por Donkey Kong Land 2 (1996), Donkey Kong Land III (1997) e uma versão para Game Boy Color de Country (2000), que tentou replicar mais de perto os jogos os jogos SNES Country. Land e suas sequências foram relançadas para Nintendo 3DS através do serviço Virtual Console em 2014.

## Jogabilidade

Donkey Kong pendurado em uma corrente em um nível temático de cidade exclusivo de Donkey Kong Land

Como uma versão portátil do jogo Donkey Kong Country (1994) do Super Nintendo Entertainment System (SNES), Donkey Kong Land apresenta uma jogabilidade semelhante: é um jogo de plataforma de rolagem lateral em que o jogador controla o gorila Donkey Kong e seu sobrinho Diddy Kong em trinta níveis. Donkey é mais forte, Diddy é mais rápido, e o jogador pode alternar entre eles à vontade. Eles saltam entre plataformas, pisam em inimigos, balançam em cipós e evitam obstáculos. A história começa depois que Cranky Kong desafia Donkey e Diddy a replicar o sucesso do Donkey Kong Country no hardware de 8 bits do Game Boy e convence King K. Rool e os Kremlings a roubarem seu tesouro de bananas novamente.
O jogador viaja por quatro mundos, seu progresso traçado por um overworld. Land mantém alguns temas de nível de Country, como selvas e recifes de coral, mas introduz outros, como penhascos e nuvens. Ele também apresenta design de níveis diferentes, variedades de inimigos (como porcos voadores) e chefes. Os níveis são preenchidos por bananas colecionáveis, canhões em forma de barril, estágios bônus ocultos, itens que podem ser jogados e letras K–O–N–G que salvam o progresso do jogador. Alguns níveis apresentam um dos dois companheiros animais disponíveis no jogo, o rinoceronte Rambi e a avestruz Expresso que fornecem habilidades ao jogador, assim como em Country. Cada mundo termina em uma luta contra um chefe. O jogador começa com um número limitado de vidas, que são perdidas caso ele caia em um poço sem fundo ou leve dano por um inimigo. O jogador pode ganhar vidas extras coletando balões ou cem bananas.

## Desenvolvimento

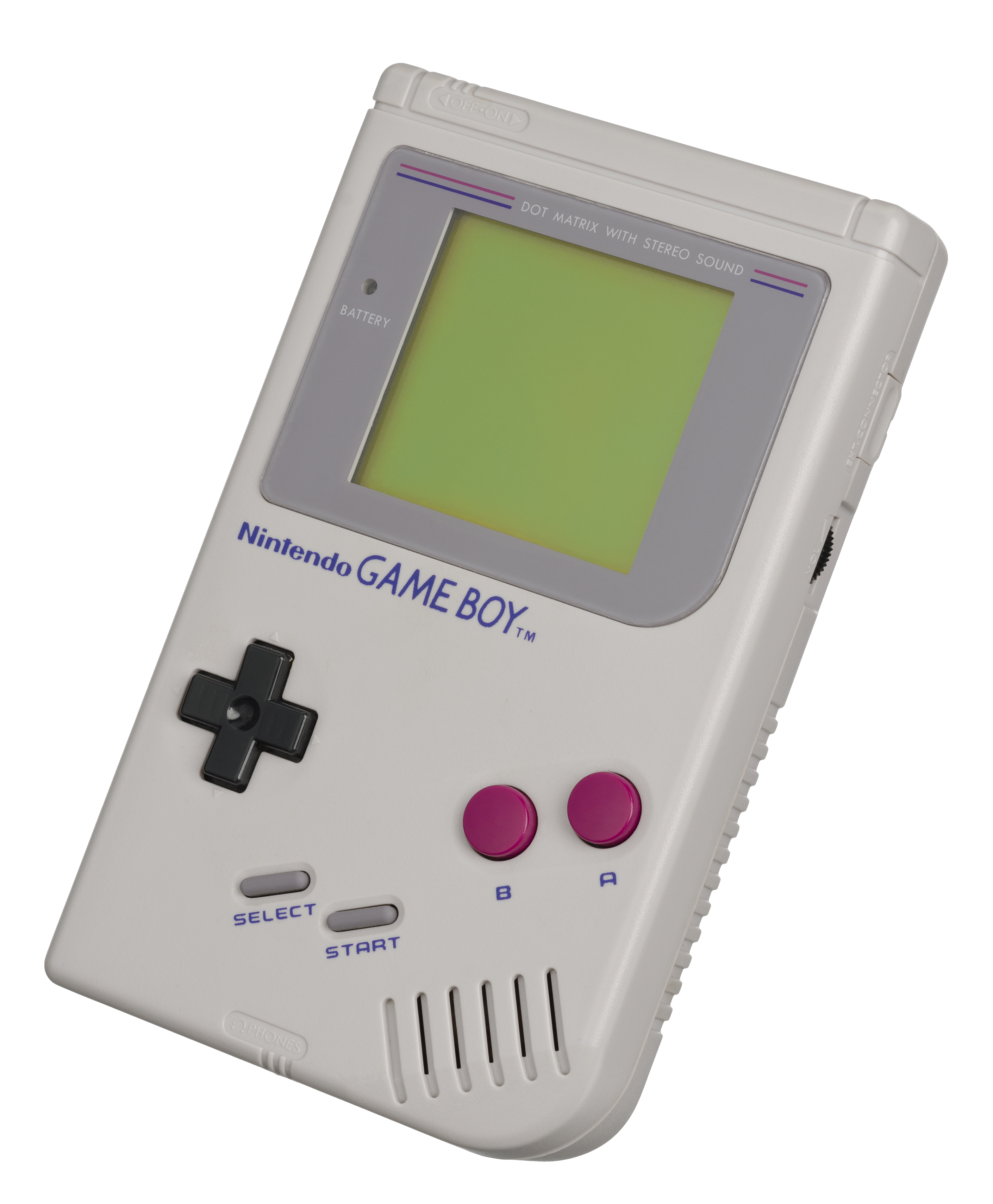
Donkey Kong Land foi desenvolvido para o Game Boy (foto).

A Rare começou a trabalhar em Donkey Kong Land em 1994, ao lado de Donkey Kong Country e pouco antes do cancelamento de uma versão do Battletoads Arcade para Game Boy. O cofundador da Rare, Tim Stamper, pediu ao programador de Game Boy, Paul Machacek, para portar Donkey Kong Country para o console portátil. Machacek convenceu Stamper de que seria melhor desenvolver um jogo semelhante, mas original, como fez com a versão Game Boy de Battletoads (1991). Ele argumentou que não seria necessário muito mais esforço e que expandiria o público além daqueles que não haviam comprado Donkey Kong Country. Depois que Machacek passou cerca de três semanas atualizando o motor de jogo do Game Boy Battletoads para lidar com um jogo Donkey Kong, o desenvolvimento começou e durou um ano.
Assim como Country, Land apresenta gráficos pré-renderizados convertidos em sprites por meio da técnica de compressão Advanced Computer Modeling (ACM) da Rare. Embora o Game Boy seja consideravelmente menos poderoso que o SNES, sua arquitetura básica é semelhante; isso permitiu que Machacek transferisse facilmente a arte de Country para Land e os artistas usassem as mesmas ferramentas PowerAnimator para novos ativos ACM. O projeto levou o Game Boy ao seu limite por causa de seus gráficos. Particularmente, construir níveis com encostas e animar itens colecionáveis, ambos incomuns em jogos de Game Boy, exigia um tamanho de ROM maior. As limitações significavam que apenas um personagem do jogador poderia aparecer na tela por vez e que a Rare teve que reduzir o número de fases bônus e companheiros animais.
A equipe de Land começou apenas como Machacek, mas aumentou para mais de quinze integrantes. Eles trabalharam separadamente das equipes que desenvolveram os jogos Country para o SNES e projetaram níveis usando uma estação de trabalho sobressalente da Silicon Graphics com um editor de níveis personalizado. Machacek passou um tempo considerável tentando recriar autenticamente a jogabilidade de Country. Como a tela pequena, lenta e monocromática do Game Boy tornava a reação aos obstáculos mais difícil, a equipe não reutilizou os layouts de níveis de Country, tornou as lutas contra chefes mais previsíveis e deu ao Expresso a capacidade para derrotar os inimigos. Eles transformaram as letras K–O–N–G em um recurso de salvamento, em vez de fornecerem uma vida extra como em Country, para tornar a conclusão do jogo mais fácil. A equipe procurou distinguir Land de Country com novas mecânicas de jogo. Machacek disse que replicar Country não impediu a Rare de introduzir novos mundos e elementos de design de forma semelhante às equipes que desenvolveram as sequências SNES, Country 2: Diddy's Kong Quest (1995) e Country 3: Dixie Kong's Double Trouble! (1996).
A trilha sonora foi composta por David Wise e Graeme Norgate, que trabalharam para converter a trilha sonora Country de Wise para o chip de som do Game Boy. Norgate, que descreveu Land como seu trabalho mais otimista, escreveu faixas originais para se adequar à atmosfera dos novos locais. Foi seu primeiro projeto para Game Boy e as restrições técnicas do sistema o forçaram a se concentrar nas melodias. Ele disse que Wise ajudou enquanto trabalhavam juntos: “Ele me dava pequenos truques para melhorar o som geral. 'Você pode repetir a melodia três passos à frente em um terço do volume para emular um eco', e pronto, sua melodia principal agora tem um adorável atraso que a faz soar muito mais ampla e suave."

## Lançamento
Donkey Kong Land foi o segundo jogo da série Donkey Kong a ser lançado para Game Boy, depois de Donkey Kong (1994). Assim como Donkey Kong Country, Land foi anunciado no Consumer Electronics Show, em Chicago, em junho de 1994 e promovido através da campanha de marketing Play It Loud!. Foi lançado na América do Norte em 26 de junho de 1995, no Japão em 27 de julho e na Europa em 24 de agosto. No Japão, o jogo foi lançado com o título Super Donkey Kong GB. A Nintendo distribuiu Land em cartuchos amarelo banana, ao contrário de outros jogos de Game Boy, que vinham na cor cinza. Land foi um dos vários jogos otimizados para Super Game Boy, um periférico que permite que cartuchos de Game Boy sejam jogados em um SNES; jogar no Super Game Boy adiciona paletas de cores e uma borda com tema de selva. Donkey Kong Land vendeu quatro milhões de cópias, tornando-o o jogo Donkey Kong mais vendido para um console Game Boy.

## Recepção
Donkey Kong Land recebeu críticas positivas e foi eleito o melhor jogo de Game Boy de 1995 pela GamePro. Os críticos consideraram a "tradução" da jogabilidade de "Donkey Kong Country" para o Game Boy bem-sucedida e escreveram que os jogadores que gostaram do jogo no SNES também iriam gostar de "Donkey Kong Land". Diehard GameFan e Electronic Gaming Monthly destacaram os novos níveis, mecânicas e locais. GamePro disse que apesar das limitações técnicas e menor escopo, Land foi "um esforço formidável considerando o que consegue em um sistema portátil", com níveis longos e jogabilidade desafiadora.
Os revisores elogiaram o visual, impressionados com o esforço da Rare em preservar o estilo de arte pré-renderizado do Country. GameFan e Video Games: The Ultimate Gaming Magazine o chamou de um dos jogos de Game Boy mais bonitos, com detalhes sem precedentes para o sistema, e Computer and Video Games (CVG) disseram que os visuais e animações ainda eram excelentes, apesar da falta da fidelidade do Country. The Electric Playground disse que o visual, embora ótimo, destacava as limitações do Game Boy, já que sua tela monocromática ocasionalmente dificultava a compreensão da jogabilidade.  A GamePro concordou que a tela do Game Boy não fazia justiça ao visual. Alguns críticos recomendaram jogar Land no Super Game Boy para adicionar cor e tornar o visual mais fácil de discernir.
As opiniões divergem sobre como Land se compara ao Country e ao resto da biblioteca do Game Boy. Alguns críticos consideraram Land igual a Country (CVG o chamou de superior com base em sua jogabilidade); outros o chamaram de menor. A revista Game Players considera que ambos apresentavam jogabilidade de qualidade, mas Land não tinha a fidelidade visual que tornava Country especial. Vários consideraram Land um dos melhores jogos de Game Boy, mas The Electric Playground disse que não era tão inventivo, satisfatório ou original quanto o Donkey Kong de Game Boy de 1994. Ainda assim, eles sentiram que era um dos melhores jogos de plataforma do Game Boy e uma compra essencial.  A música e o som foram elogiados como os melhores do Game Boy. GameFan disse que soavam no mesmo nível de um SNES quando jogados no Super Game Boy.

## Legado
Michael Teitelbaum escreveu uma adaptação de livro infantil de Donkey Kong Land, Rumble in the Jungle, após seu lançamento. Land recebeu três jogos seguintes: Donkey Kong Land 2 (1996), baseado em Diddy's Kong Quest; Donkey Kong Land III (1997), baseado em Double Trouble de Dixie Kong!; e uma versão para Game Boy Color de Donkey Kong Country (2000), que recria o jogo SNES usando gráficos e áudio de Land. As sequências tentaram replicar os jogos SNES mais de perto; ao contrário de Land, eles não introduzem arquétipos ou inimigos de novos níveis. A trilogia Land foi relançada para Nintendo 3DS através do Virtual Console em 2014.
Os revisores retrospectivos consideraram Donkey Kong Land uma conquista técnica. A Nintendo Life sentiu que a Rare replicou com sucesso o estilo artístico de Country no Game Boy e elogiou a música, que considerou uma das melhores do Game Boy. No entanto, Polygon escreveu que os desenvolvedores "estavam tão preocupados em saber se poderiam [replicar os gráficos do Country] que se esqueceram de perguntar se deveriam. Os ricos visuais dos jogos Super NES tornam-se completamente ilegíveis no Game Boy... uma sopa cinzenta e borrada de lixo de pixels." A Nintendo Life disse que a mistura de inimigos com o fundo tornava Land desnecessariamente difícil e lamentou a ausência das melhorias do Super Game Boy no relançamento do 3DS.
Polygon classificou Donkey Kong Land e suas sequências entre os jogos menores de Donkey Kong; Nintendo Life classificou-o como médio. Numa entrevista de 2018, Machacek disse que dos jogos em que trabalhou, Donkey Kong Land continua entre os seus favoritos. Alguns dos níveis do Land, como o navio pirata de K. Rool, seriam apresentados em jogos Donkey Kong subsequentes. Também estabeleceu uma tradição de distribuição de jogos Donkey Kong em cartuchos amarelos, que suas sequências e Donkey Kong 64 (1999) continuariam.